# Spheneria
Spheneria is een geslacht uit de grassenfamilie (Poaceae). De soorten van dit geslacht komen voor in Zuid-Amerika.

## Soorten
Van het geslacht zijn de volgende soorten bekend: 
- Spheneria kegelii